# 朴潤基
朴 潤基（パク・ユンギ、朝: 박윤기、1960年6月10日 - ）は、大韓民国の元サッカー選手、指導者。江原道太白市出身。ポジションはフォワード（FW）。
Kリーグ初代得点王。

## 来歴
小学4年生からサッカーを始める。1978年東北高校在学時にU-19韓国代表に選出され、張外龍らと共にAFCユース選手権1978に出場し優勝する。
1979年、家庭の経済的理由から高校卒業後は大学進学を諦め、実業団リーグのソウル市役所FCへ入団する。同年には崔淳鎬らと共にU-20韓国代表に選ばれ、1979 FIFAワールドユース選手権に3試合出場した。ソウル市役所では中心選手として活躍、全国サッカー選手権大会2回優勝に貢献、1982年第37回大会にはMVPを受賞した。この活躍から1983年から始まるスーパーリーグ（現Kリーグ）のチームからスカウトされる。
1983年、スーパーリーグの油公コッキリ（現済州ユナイテッドFC）に入団。開幕戦となった対ハレルヤFC（現高陽ザイクロFC）戦でKリーグにおける記念すべき1号ゴールを決めている。その後も得点を重ね14試合9ゴールで、Kリーグ初代得点王および同年のベスト11に選ばれる。1985年に足首を負傷したこともあり低迷し、1986年に戦力外となった。
1987年、スーパーリーグのラッキー金星ファンソ（現FCソウル）に移籍し、同年の浦項製鉄アトムズ（現浦項スティーラース）戦でKリーグ通算1000ゴール目を挙げている。ただ、このゴールが自身キャリアにおけるKリーグ最後の得点となった。
1988年、日本サッカーリーグ2部のマツダSC（現サンフレッチェ広島F.C）に入団し、コーチ兼任選手として1988年-1989年のJSLの1シーズン在籍した後、現役引退した。
その後は帰国しソウル工業高等学校サッカー部にスタッフ入りし安貞桓をスカウト、1991年から監督に就任し安などを指導した。また在籍中、1994年にU-19韓国代表コーチも兼務し、AFCユース選手権1994に挑むもグループリーグで敗退した。以降もアマチュアを中心に指導者として活躍した。
2008年にはK3リーグ・牙山ユナイテッドFC監督に就任している。

## 所属クラブ
- 1979年 - 1982年  ソウル市役所FC (ko)
- 1983年 - 1986年  油公コッキリ (現 済州ユナイテッドFC)
- 1987年  ラッキー金星ファンソ (現 FCソウル)
- 1988年 - 1989年  マツダSC (現 サンフレッチェ広島F.C)

## 指導歴
- 1991年 - 1996年  ソウル工業高校 (ko)  監督
  - 1994  U-19韓国代表 コーチ
- 1997年 - 2002年  漢城大学校 コーチ
- 2003年 - 2004年  江陵第一高校 (ko)  監督
- 2004年 - 2007年  ソウル工業高校 監督
- 2008年  牙山ユナイテッドFC (ko)  監督